# تپه خرابه علی‌آباد ۱
تپه خرابه علی‌آباد ۱ مربوط به دوران‌های تاریخی پس از اسلام است و در شهرستان بوئین‌زهرا، بخش آوج، روستای علی‌آباد واقع شده و این اثر در تاریخ ۱۱ شهریور ۱۳۸۲ با شمارهٔ ثبت ۹۷۸۸ به‌عنوان یکی از آثار ملی ایران به ثبت رسیده است.